# Platyceps najadum
Platyceps najadum är en ormart som beskrevs av Eichwald, 1831. Platyceps najadum ingår i släktet Platyceps, och familjen snokar. Arten fördes tidigare till släktet Coluber.

## Beskrivning
En mycket slank orm med tydligt avsatt huvud och lång svans. Ovansidan är grågrön till rödbrun, med en färg som mörknar och blir mer brunaktig mot stjärten, medan undersidan är vitaktig utan hågon teckning. Längs nackens sidor har den en rad av mörka fläckar med tydlig, ljus bård.

## Ekologi
En dagaktiv, marklevande art som dock är skicklig klättrare. Den föredrar torra habitat som öppna, steniga halvöknar och stäpper, ängar och kuperad terräng med buskvegetation (i synnerhet enar och suckulenter), ekdungar, skogsbryn och människopåverkade habitat som vingårdar, trädgårdar, stenmurar och gamla byggnader. Födan består i första hand av ödlor, men även smådäggdjur och syrsor. Ormen kan nå upp till 2 200 m i bergen.
Honan lägger mellan 3 och 16 ägg i maj, vilka kläcks under sensommaren.

## Utbredning
Utbredningsområdet sträcker sig från Kroatiens kust över Bosnien-Hercegovina, Montenegro, Makedonien, Bulgarien, Albanien, Grekland, Cypern, Turkiet till norra och västra Syrien, norra och östra Irak, södra Turkmenistan och västra Iran. Fynd har också rapporterats från Kaukasus (Armenien, Azerbajdzjan, Georgien, södra Ryssland), även om de ännu inte anses som helt säkra. Arten är vanlig i norra delen av sitt utbredningsområde.

## Taxonomi
Arten delas in i följande underarter:
- P. n. najadum (Eichwald, 1831)
- P. n. albitemporalis (Darevsky & Orlov, 1994)
- P. n. atayevi (Tuniyev & Shammakov, 1993) – förekommer i Turkmenistan och troligtvis Iran
- P. n. dahlii (Fitzinger, 1826) – förekommer från Kroatien och Montenegro över Bulgarien till Grekland
- P. n. kalymnensis (Schneider, 1979) – återfinns på den grekiska ön Kalymnos
- P. n. schmidtleri (Schätti & Mccarthy, 2001) – förekommer i Iran

## Status
IUCN kategoriserar arten globalt som livskraftig ("LC"). Det finns dock vissa hot mot den: Ormen är förföljd i delar av sitt utbredningsområde, utbredningen påverkas av habitatförlust på grund av omläggningar till mera högintensiva jordbruk, och många djur dödas i trafiken.